# Enunciato di Kelvin-Planck
L'enunciato di Kelvin–Planck (o enunciato della macchina termica) del secondo principio della termodinamica afferma che sia impossibile costruire una macchina termica che, operando in un ciclo, trasformi il calore assorbito da una singola sorgente e produca una uguale quantità di lavoro.
Questo implica che sia impossibile costruire una macchina termica che abbia un rendimento del 100%, e quindi l'inesistenza dei motori perfetti.
È dimostrata l'equivalenza dei due enunciati principali del secondo principio della termodinamica, per cui la verità dell'enunciato di Kelvin-Planck implica la verità dell'enunciato di Clausius, e viceversa.